# Thomaston (Connecticut)
Thomaston es un pueblo (subdivisión administrativa similar a un municipio) del condado de Litchfield, Connecticut, Estados Unidos. Según el censo de 2020, tiene una población de 7 442 habitantes.
El centro urbano del municipio es la localidad de Thomaston.

## Geografía
Está ubicado en las coordenadas 41°39′54″N 73°5′47″O / 41.66500, -73.09639 (41.664944, -73.096325).

## Demografía
Según la Oficina del Censo en 2000 los ingresos medios por hogar en la región eran de $54 297 y los ingresos medios por familia eran de $63 682. Los hombres tenían unos ingresos medios de $40 795 frente a los $31 744 de las mujeres. La renta per cápita para la localidad era de $24 799. Alrededor del 4,2% de la población estaba por debajo del umbral de pobreza.
De acuerdo con la estimación 2015-2019 de la Oficina del Censo, los ingresos medios por hogar en la región son de $68 539 y los ingresos medios por familia son de $92 480. El 6.7% de la población está en situación de pobreza.